# سنت مارتین این منیج
سنت مارتین این منیج (به انگلیسی: St Martin-in-Meneage) یک روستا و محله مدنی در بریتانیا است که در کورنوال واقع شده‌است.